# Трихонис
Трихони́с, Трихонида (греч. Τριχωνίς ή Τριχωνίδα) — крупнейшее озеро в Греции. Находится в периферийной единице Этолии и Акарнании в периферии Западной Греции. В Лондонском протоколе 1830 года по озеру проходит первая пограничная линия Королевства Греции, которое по-гречески именуется (греч. Σαυροβίτσας), а в переводе: Царовица — с этимологией от Царь.
Площадь поверхности 98,6 квадратных километров, максимальная длина 19 километров, максимальная глубина 58 метров. Площадь водосборного бассейна 215 квадратных километров.
По берегам озера расположены леса из тополей и олеандров. В озере наблюдается большое биологическое разнообразие: более чем 200 видов птиц, 50 из которых считаются редкими. В озере водится редкая рыба — Economidichthys trichonis, которая является эндемиком. Это мелкая рыба из подсемейства Gobiinae, которая имеет длину около пяти сантиметров, и живёт вблизи пляжа.
Вокруг озера имеются небольшие поселения. Одним из них является деревня Миртея (Гурица), известная своими купальнями и апельсиновыми рощами. Там выращивают знаменитые кровавые апельсины. Озеро Трихонис сообщается с расположенным западнее озером Лисимахия. Эти два озёра задерживают стоки с гор Панетоликон и Аракинтос. Озеро Лисимахия отдаёт сток через реку Димикос (Δίμικος) в Ахелоос. Озера Трихонис и Лисимахия входят в сеть «Натура 2000». Озера Трихонис и Лисимахия являются важной областью обитания для птиц, в том числе для белоглазого нырка.